# Bytowski
Bytowski là một huyện thuộc tỉnh Pomorskie của Ba Lan. Huyện có diện tích 2192 km². Đến ngày 1 tháng 1 năm 2011, dân số của huyện là 76168 người và mật độ 35 người/km².